# Hungarocamion
Hungarocamion är ett ungerskt transport- och speditionsföretag som grundades 1966 i det dåvarande kommunistiska Ungern, med det uttalade målet att verka både inom det slutna statskontrollerade Östblocket och den öppna marknadsekonomin i väst . Efter kommunismens fall privatiserades företaget i april 1998 och är nu ett av de största företagen i Centraleuropa i sin bransch.